# Catherine Dasté
Pour les articles homonymes, voir Famille Dasté.
Catherine Dasté est une femme de théâtre, comédienne, metteur en scène, née le 6 octobre 1929 à Beaune. Héritière de la maison Copeau, elle est pionnière du théâtre « jeune public ».

## Biographie

### Famille et jeunesse
Catherine Dasté est issue de personnalités du théâtre : elle est la fille de Jean Dasté et Marie-Hélène Dasté, et la petite-fille de Jacques Copeau.
Elle étudie l'art dramatique à l'Old Vic Theater de Londres. C'est là qu'elle rencontre Graeme Allwright, avec qui elle revient en France et qu'elle épouse en 1951. Ils ont bientôt trois fils, Christophe, Jacques (décédé le 1er avril 2024) et Nicolas ; sa carrière professionnelle est alors en suspens. Elle est la grand mère de la comédienne Alice Allwright. 

### Théâtre et jeune public
En 1959, elle rejoint avec son époux les Tréteaux de la Comédie de Saint-Étienne, pour un projet de pièce de théâtre inventée par des enfants. La famille s'installe pour cette expérience en 1961 à Dieulefit, où elle entame un travail de production de textes avec des enfants de 12 à 14 ans de l'école secondaire de la Roseraie. La pièce Les musiques magiques en est issue.
Baignée par son héritage théâtral, elle rencontre Ariane Mnouchkine en 1967. Celle-ci lui propose de lui prêter ses acteurs le matin pour monter un spectacle pour enfants. Ses mises en scène (L'Arbre sorcier, Jérôme et la tortue, Glomoel et les pommes de terre, etc.) s'élaborent à partir de textes directement écrits par des enfants. Elle fonde alors la compagnie La Pomme verte dont elle est directrice de 1969 à 1980.
A cette époque Graeme Allwright, repris par le goût du voyage, part pour de longs séjours, en Éthiopie puis en Inde. 
Elle dirige le Théâtre des Quartiers d'Ivry de 1985 à 1992,.
Avec l'appui de Françoise Dolto, elle crée le premier centre dramatique national (CDN) pour l'enfance et la jeunesse, au théâtre de Sartrouville.
Depuis, elle se consacre autant au jeune public qu'à un public adulte, travaillant avec des écrivains contemporains comme Michel Puig ou Jacques Jouet.
Elle est invitée d'honneur de l’Oulipo en 2010.

### La Maison Copeau

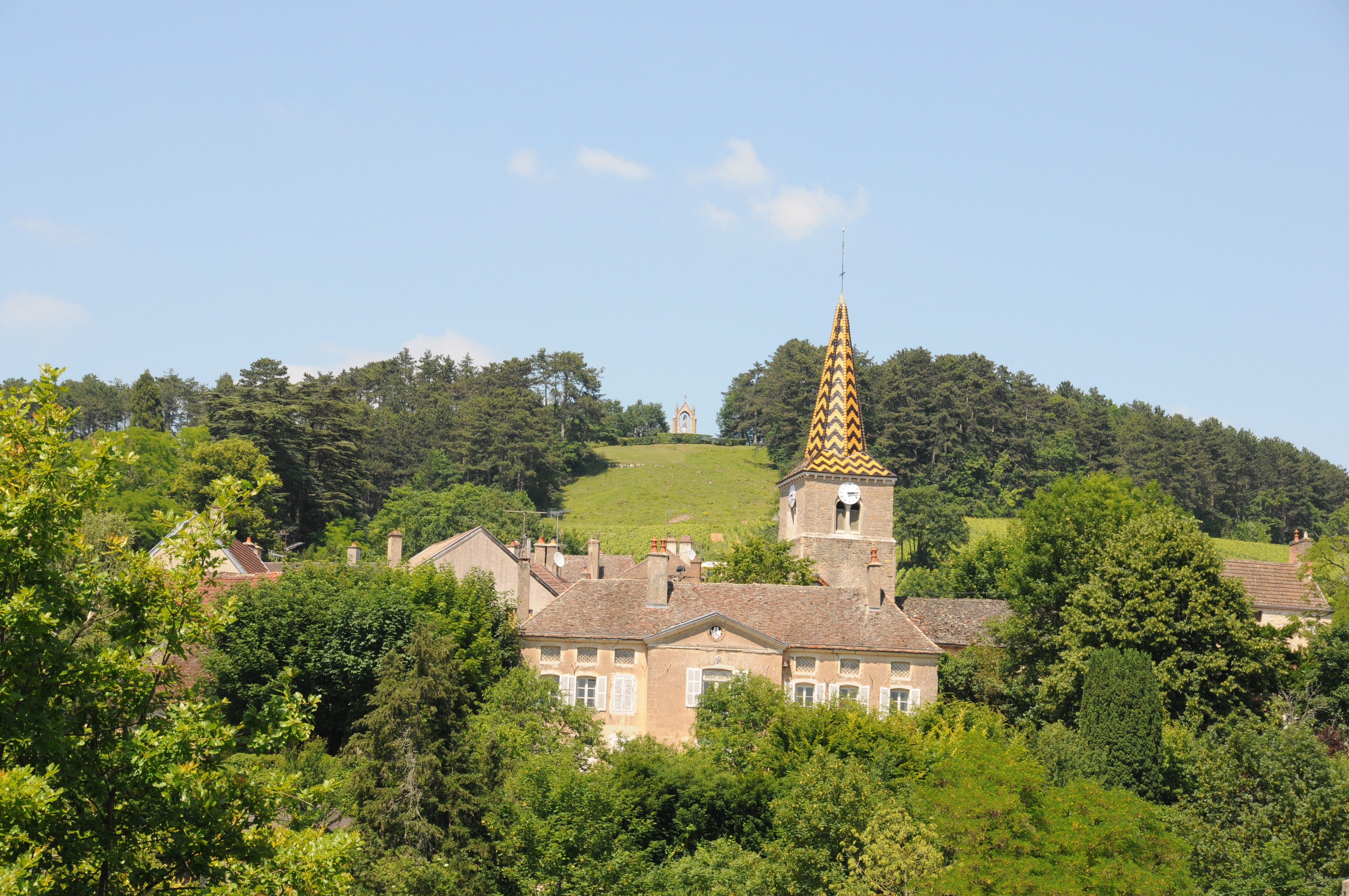

Catherine Dasté dirige la Maison Jacques-Copeau, qui appartenait à Jacques Copeau. Cette charmante maison, située à Pernand-Vergelesses (Côte-d'Or), accueille des comédiens, des étudiants du monde entier et des écrivains, faisant de cette maison un lieu propice aux rencontres et échanges. Elle crée les Rencontres Jacques Copeau à Pernand-Vergelesses, qu'elle organise jusqu'en 2004, année où elle passe la main à Jean-Louis Hourdin.
Elle est présidente de la compagnie des Compagnons de route, créée en 2003 par son fils Christophe, la comédienne-dramaturge Juliette Speranza et le comédien Emmanuel Collin ; compagnie dans laquelle on retrouve, notamment, le comédien Jacques Fornier, fondateur du théâtre de Bourgogne.
Elle soutient les Contes Givrés de Bourgogne, festival organisé par l'association Antipodes dont elle est la marraine.

## Théâtre

### Comédienne
- 1952 : Amal et la lettre du Roi de Rabindranath Tagore, mise en scène André Clavé, Comédie de Saint-Étienne

### Metteur en scène
- 1971 : La chasse au snark, d'après Lewis Carroll, Théâtre de la tempête
- 1974 : Sa Négresse Jésus de Michel Puig, mise en scène avec Michael Lonsdale, Nanterre
- 1978-1979 : Visage de sable mise en scène avec Daniel Berlioux, Sartrouville
- 1985 : Les Nuits et les jours de Pierre Laville, mise en scène avec Daniel Berlioux, Théâtre 14 Jean-Marie Serreau
- 1985 : Hamlet de William Shakespeare
- 1989 : Les moments heureux d'une révolution de Michel Puig
- 1994 : Vol pour demain de Catherine Dasté
- 1983 : Journal d'un homme de trop de Ivan Tourgueniev
- 2002 : La chatte bottée de Jacques Jouet, Village à Neuilly-sur-scène
- 2007 : Chateau Refoy de Cossard de Juliette Speranza, mise en espace, SACD

### Dramaturge
- 1960 : Les Musiques magiques, pièce pour enfants, Comédie de Saint-Etienne, 1960, mise en scène de l'autrice
- 1961 : Cyclomène le triste, pièce pour enfants, Comédie de Saint-Etienne
- 1968 : L'Arbre sorcier : Jérôme et la tortue, pièce pour enfants écrite avec les enfants de l'école de Sartrouville, Cirque Montmartre (Théâtre du Soleil), 24 mars 1968 ; Avignon, théâtre municipal, 1er août 1969, mise en scène de l'autrice
- 1969 : Glomoël et les pommes de terre,  pièce pour enfants écrite avec les enfants de l'école de Ménilmontant, Aubervilliers, Théâtre de la Commune, 15 décembre 1968 ; Théâtre de Sartrouville (La Pomme Verte), 1971, mise en scène de l'autrice
- 1969 : Tchao et Lon-né, pièce pour enfants écrite avec les enfants de l'école de Sartrouville, Théâtre de Sartrouville (La Pomme Verte), 1969, mise en scène de l'autrice
- 1970 : Les Loups, pièce pour adolescents, petit TNP, salle Gémier (La Pomme verte), 15 juin 1970, mise en scène de l'autrice
- 1970 : Il était une île, pièce pour enfants, écrite avec les enfants d'une école, petit TNP, Salle Gémier (La Pomme verte), 15 juin 1970, mise en scène de l'autrice
- 1972 : Jeanne l'ébouriffée, pièce pour enfants, Théâtre de Sartrouville (La Pomme Verte)
- 1977 : Visage de sable, création collective et écrite avec des lycéens, Théâtre de Sartrouville (La Pomme Verte)
- 1978 : Les Dames de Julietta et Jérôme dans le gouffre, Malakoff, Théâtre 71
- 1980 : Aux limites de la mer, co-écrit avec Armando Llamas, Théâtre de Sartrouville (La Pomme verte), 1980

### Archives
Catherine Dasté a déposé ses archives professionnelles et personnelles aux archives municipales de Beaune.